# Mariensäule (Frieding)

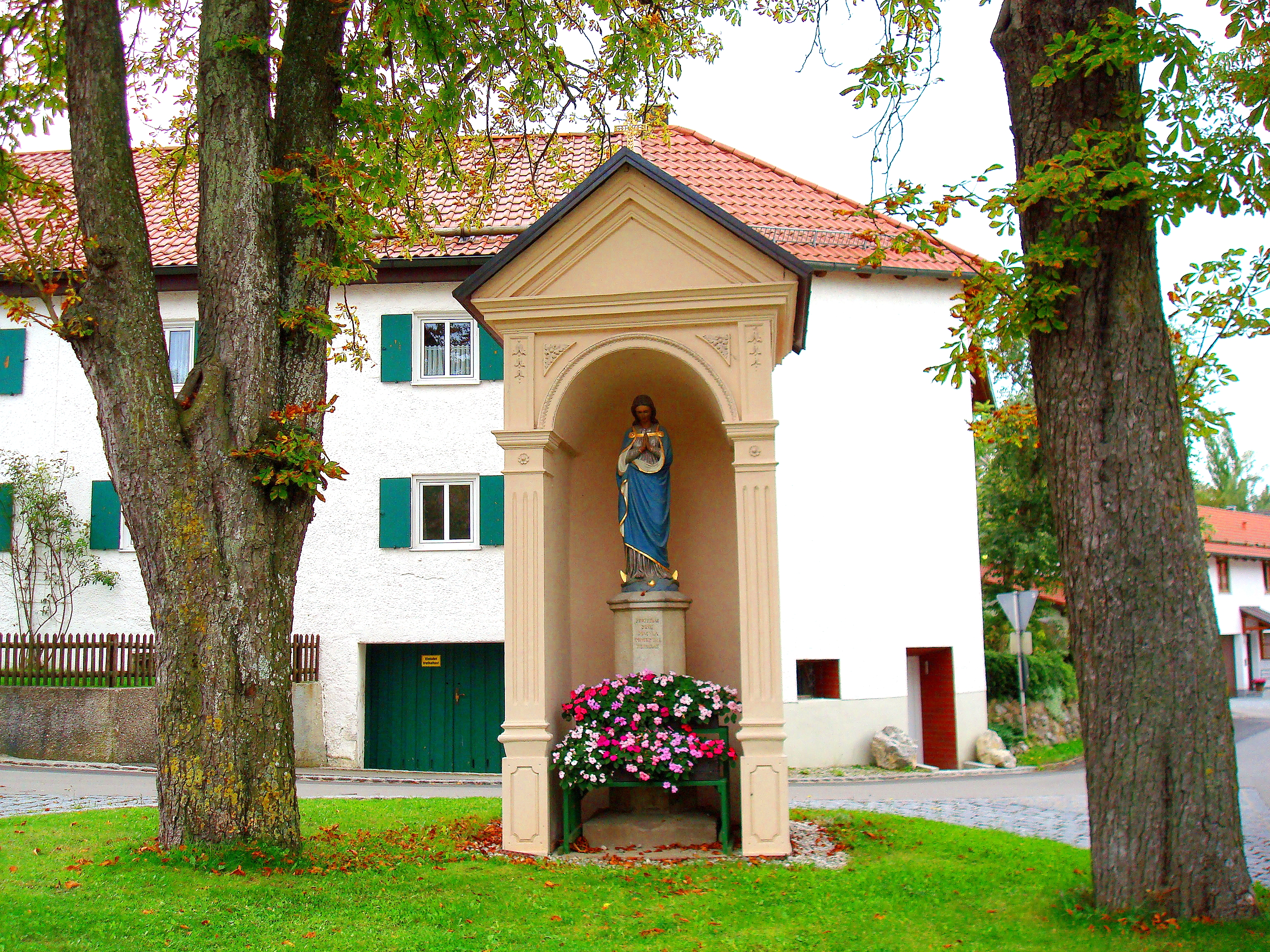
Mariensäule in Frieding

Die Mariensäule in Frieding, Gemeinde Andechs, ist ein geschütztes Kulturdenkmal (D-1-88-117-24). Sie befindet sich auf einer Verkehrsinsel an der Ecke Hurten- und Widdersbergerstraße gegenüber dem Feuerwehrhaus.

## Geschichte
Im Jahr 1857 beschloss der Gemeinderat eine Mariensäule mit Überdachung zu errichten. Grund war die Verkündung des Dogmas der Unbefleckten Empfängnis Marias durch Papst Pius IX. im Jahr 1854. Daraufhin wurde ein Jahr später die Mariensäule in Form einer Wegkapelle aufgestellt. Sie wurde vom Münchner Bildhauer Caspar von Zumbusch aus Kelheimer Marmor gefertigt. Bei einer Renovierung hinterließen Zimmerleute 1892 Inschriften, die bei erneuten Arbeiten 2008 entdeckt wurden.

## Beschreibung
In der klassizistischen Ädikula steht die etwa lebensgroße Marienstatue auf einer achteckigen Säule mit der lateinischen Inschrift MARIAE SINE MACVLA CONCEPTAE DEIPARAE („Maria, der unbefleckt empfangenen Gottesmutter“). Maria ist ohne ihren Sohn und ohne Heiligenschein mit geneigtem Kopf und gefalteten Händen dargestellt. Sie trägt ein blaues, goldgerändertes Übergewand und steht auf einer Mondsichel.

## Nutzung
An der Kapelle beginnt jedes Jahr der Adventsweg, der durch Frieding bis zum Maibaum führt. Regelmäßig binden Ehrenamtliche den Blumenschmuck der Mariensäule.